# پپ بیل
پپ بیل (انگلیسی: Pep Biel؛ زادهٔ ۵ سپتامبر ۱۹۹۶) بازیکن فوتبال اهل اسپانیا است.
از باشگاه‌هایی که در آن بازی کرده‌است می‌توان به باشگاه فوتبال کپنهاگن اشاره کرد.